# Penthimia okinawana
Penthimia okinawana är en insektsart som beskrevs av Hayashi och Machida 1996. Penthimia okinawana ingår i släktet Penthimia och familjen dvärgstritar. Inga underarter finns listade i Catalogue of Life.